# 金子清文
金子 清文（かねこ きよぶみ、1965年7月4日 - ）は、日本の俳優。株式会社リトルモア／アズランド クルーズ所属。

## 略歴・活動
1984年、麻布高校卒業後、劇作家で僧侶上杉清文門下にてアングラ修行に勤しみつつ、田口トモロヲ、沼田元気に学び、末井昭を上司に「写真時代」編集部員だった頃も。以後、発見の会、大人計画、マシュマロ・ウェーブ、毛皮族。

### 映画
- 『片思い世界』（土井裕泰監督、2025年）[1]
- 『愛の茶番』（江本純子監督、2024年）[2]
- 『温泉シャーク』（井上森人監督　2024年）[3]
- 『素敵すぎて素敵すぎて素敵すぎる』（大河原恵監督　2024年）
- 『さいはて』（越川道夫監督　2023年）
- 『TOCKA［タスカー］』（鎌田義孝監督　2023年）
- 『よっす、おまたせ、じゃあまたね』（猪股和磨監督　2023年）
- 『はい、泳げません』（渡辺謙作監督　2022年）
- 『水辺の男と女』（鎌田義孝監督　2021年）
- 『花束みたいな恋をした』（土井裕泰監督　2021年）
- 『素敵なダイナマイトスキャンダル』（冨永昌敬監督　2018年）
- 『光』（大森立嗣監督　2017年）
- 『雪子の部屋』（神蔵美子監督　2017年）
- 『続・深夜食堂』（松岡錠司監督　2016年）
- 『俳優 亀岡拓次』（横浜聡子監督　2016年）
- 『深夜食堂』（松岡錠司監督　2015年）
- 『まほろ駅前狂騒曲』 （大森立嗣監督　2014年）
- 『舟を編む』　（石井裕也監督　2013年）
- 『まほろ駅前多田便利軒』 （大森立嗣監督　2011年）
- 『マイ・バック・ページ』（ 山下敦弘監督　2011年）
- 『ゲゲゲの女房』（鈴木卓爾監督　2010年）
- 『USB』(奥秀太郎監督　2009年）
- 『スノープリンス 』（松岡錠司監督　2009年）
- 『歓喜の歌』（松岡錠司監督　2008年）
- 『赤目四十八瀧殺人未遂』（荒戸源次郎監督　2003年）
- 『ナインソウルズ』（豊田利晃監督　2003年）
- 『PRIZM』（福島拓也監督　2001年）
- 『流星』（山仲充浩監督　1998年）

### TV
- 『今度生まれたら』　（NHKBSプレミアム/第3話　松岡錠司監督　2022年）
- 『すぐ死ぬんだから』　（NHKBSプレミアム/第4話　松岡錠司監督　2020年）
- 『パレートの誤算』　（WOWOW・ドラマW/第4話　小林聖太郎監督　2020年）
- 『ボイス110緊急指令室』　（日本テレビ土曜ドラマ/第９話　2019年）
- 『深夜食堂３』　（TBS　松岡錠司監督 山下敦弘監督 野本史生監督　2014年）
- 『かなたの子』　（WOWOWドラマ/大森立嗣監督　2013年）
- 『負けて勝つ』　（ＮＨＫ　2012年）
- 『朝ドラ殺人事件』　（ＮＨＫ　2012年）
- 『深夜食堂２』　（TBS 　松岡錠司監督 山下敦弘監督 野本史生監督　2011年）
- 『深夜食堂』　（TBS/ 松岡錠司監督 山下敦弘監督　2009年）

### 配信
- YouTube kawaikatsuoチャンネル『姦』（原作 久生十蘭　漫画 河井克夫　撮影 古澤健　演出 千木良悠子）
- 在宅演劇研究会『アルコールの害について』（撮影 美館智範　演出 金子清文）
- Netflix『深夜食堂-Tokyo Stories Season2-』(準レギュラー)
- Netflix『深夜食堂 -Tokyo Stories-』（準レギュラー）

### CM
- IYグループ『デニーズ・セブンイレブン』TBSラジオ
- 三菱自動車『ekアクティブ』 ラジオ
- 明治乳業『カマンベールチーズ』
- サニクリーン『オフィスお掃除編』

### ラジオドラマ
- NHK『ラジオ深夜便小劇場18　芻狗』

### DVD/ビデオ
- 『警視庁社内教育DVD』 山仲浩充監督
- 『AVスカウトマン伝説』     小路谷秀樹監督
- 『それいけ！モモタローズ』『好きよ!ドラマーくん』 『めざせ！ノリノリベーシスト』制作 リットーミュージック
- 『それいけ！ギター小僧』久住昌之監修　制作     リットーミュージック

### 舞台
- 『暗黒提灯物語〜娯楽町のさびしいお祭り〜』（作・演出：尾﨑優人 浅草九劇 2025年）[4]
- 『木のこと　The TREE』（作・演出：ペヤンヌマキ　東京文化会館　2024年）
- 『誠實浴池』（作・演出：王嘉明・タニノクロウ　國家戯劇院（台湾台北国立劇場　2024年）
- 『ヒトラーを画家にする話』（タカハ劇団　作・演出:高羽彩　東京芸術劇場シアターイースト　2023年）
- 『点滅する女』（ピンク・リバティ　作・演出:山西竜矢　東京芸術劇場シアターイースト　2022年）
- 『十三月の混沌』（中野坂上デーモンズ　作・演出:松森モヘー　 駅前劇場　2022年）
- 『The VOICE』（ブス会＊　 構成・演出：ペヤンヌマキ 　遊空間がざびぃ　2022年）
- 『鬼崎叫子の数奇な一生』（中野坂上デーモンズ　作・演出:松森モヘー　ザ・スズナリ　2022年）
- 『大正てんやわんや』（発見の会　演出：有馬則純　 作：上杉清文 　上野ストアハウス　2022年）
- 『地獄変をみせてやる。-人生失笑(疾走)篇-』（演劇ひとりぼっちユニットあんよはじょうず。作・演出:高畑亜実　TACCS1179　2021年）
- 『Gardenでは目を閉じて』（毛皮族　作・演出 江本純子　ザ・スズナリ　2021年）
- 『アンクル』（マシュマロ・ウェーブ　演出：木村健三　神田楽道庵　2021年）
- 『で』（中野坂上デーモンズ　作・演出:松森モヘー　ザ・スズナリ　2021年）
- 『虹む街』（庭劇団ペニノ　作・演出：タニノクロウ　神奈川芸術劇場　2021年）
- 『ダークマスター VR[5]』　（庭劇団ペニノ　演出：タニノクロウ  NY　JAPAN SOCIETY     2021年）
- 『ダークマスター VR』　（庭劇団ペニノ　演出：タニノクロウ　東京芸術劇場 シアターイースト　2020年）
- 『あのコのDANCE』　毛皮族2020Tokyo　作・演出 江本純子　ザ・スズナリ　2020年
- 『わたしを信じて』　財団、江本純子vol.vol.16　 作・演出 江本純子　104GALERIE-R　2020年
- 『髄』　中野坂上デーモンズの憂鬱　作・演出　松森モヘー　下北沢OFF・OFF シアター／大阪ウイングフィールド　2019年
- 『MONEY     MONEY MONEY！』 コノエノ　作・演出 木乃江祐希　下北沢シアター７１１　2019年
- 『アイスクリームマン』MOHE・MAP#3　作：岩松了　演出：松森モヘー　花まる学習会王子小劇場　2019年
- 『エーデルワイス』　ブス会＊　作・演出：ペヤンヌマキ　東京芸術劇場　シアターイースト　2019年
- 『タキシード』　 財団、江本純子　作・演出     江本純子　ギャラリー・ルデコ　2019年
- 『川崎出口』　マシュマロ・ウェーブ　演出：木村健三　神田楽道庵　2018年
- 『消える』　中野坂上デーモンズの憂鬱　演出：松森モヘー　下北沢OFF・OFFシアター　2018年
- 『ぼくと回転する天使たち』『事務王１』　（財団、江本純子     作・演出 江本純子　ギャラリー・ルデコ）
- 『ヘン５』　（マシュマロ・ウェーブ　演出：木村健三　池袋本格珈琲昭和　2018年）
- 『オセ』　　（マシュマロ・ウェーブ　演出：木村健三　下北沢ＭＯＲＥ　2018年）
- 『ジュウニ』『ベニショー』　（マシュマロ・ウェーブ　演出：木村健三　下北沢ＭＯＲＥ　2017年）
- 『ブランチ』 　（マシュマロ・ウェーブ　演出：木村健三　目黒六家道具商店　2016年）
- 『女中たち』　（SWANNY　作：ジャン・ジュネ　演出：千木良悠子　浅草橋ルーサイトギャラリー　2016年）
- 『やさしいムスコ』　（なかないで、毒きのこちゃん　作・演出：鳥皮ささみ　下北沢OFFOFFシアター　2016年）
- 『幕末太陽傳』　（上演台本・演出：江本純子　本多劇場　2015年）
- 『ゴミ、都市そして死』『猫の首に血』（SWANNY 　作:ライナー・ヴェルナー・ファスビンダー　演出：千木良悠子　世田谷パブリックシアター　2015年）
- 『チェリー』　（マシュマロ・ウェーブ　演出:木村健三 明日館　2015年）
- 『Nightingales～イヨネスコ「禿の女歌手」より』　（SWANNY 　演出：千木良悠子　下北沢MORE　2015年）

- 『じゃじゃ馬ならし』　（あうるすぽっと＋毛皮族プロデュース　脚色・演出：江本純子　2014年）
- 『男たらし」』　（ブス会*　作・演出：ペヤンヌマキ　ザ・スズナリ　2014年）
- 『血も涙も靴もない』　（毛皮族　作・演出：江本純子　森下スタジオ　2013年）
- 『ゴミ、都市そして死』　（SWANNY 　作：ライナー・ヴェルナー・ファスビンダー　演出：千木良悠子　紀伊国屋ホール　2013年）
- 『ドブ、ギワギワの女たち』　（作・演出：江本純子　AiiA Theater Tokyo　2013年）
- 『女と報酬』　（毛皮族　作・演出/江本純子　パリ日本文化会館　2012年）
- 『季節のない街』　（あうるすぽっとプロデュース　     作・演出　戌井昭人　2012年）
- 『演劇の耐えられない軽さだネッ』　（毛皮族  作・演出/江本純子　シアターイワト　2012年）
- 『春と修羅場』　（発見の会　演出/瓜生良介・翻案/上杉清文　2011年）

- 『滑稽を好みて人を笑わすことを業とす』　（     毛皮族 　作・演出：江本純子　リトルモア地下　2011年）
- 『官能教育　第2回　江本純子×上杉清文』 　（音楽実験室 新世界　2011年）
- 『奇形鍋』 　（財団、江本純子 　作・演出：江本純子　福岡公演　2011年）
- 『つまづき』　（ 毛皮族　作・演出：江本純子　リトルモア地下　2010年）
- 『小さな恋のエロジー』　（毛皮族　作・演出：江本純子　     駅前劇場　2010年）
- 『社会派すけべい』　（毛皮族 　作・演出：江本純子　駅前劇場　2009年）
- 『遺骨のトットさん、ドブに落ちる』 　（毛皮族　作・演出：江本純子　駅前劇場　2008年）
- 『大好き！！ 5つの軽演劇ちゃん』　（毛皮族　作・演出：江本純子 リトルモア地下　2008年）
- 『みんなでカラオケ汗燦々』　（毛皮族　作・演出：江本純子　     表参道FAB　2007年）
- 『おこめ』 　（毛皮族　作・演出：江本純子　本多劇場　2007年）
- 『天国と地獄』 　（毛皮族/演劇キックプロデュース　シアターアプル　2007年）
- 『脳みそぐちゃぐちゃ人間』 　（毛皮族　作・演出：江本純子　本多劇場　2006年）
- 『銭は君』 　（毛皮族　作・演出：江本純子　本多劇場　2005年）
- 『新春コントショー』　（ハミング・トリオ　2004年）
- 『DEEP     キリスト狂』　　（毛皮族　作・演出：江本純子　駅前劇場　2004年）
- 『ヒミズ』 　（Oi-SCALE 　原作/古谷実　作・演出/林灰二　2004年）
- 『お化けが出るぞ！！』 　（毛皮族　作・演出：江本純子　新宿     スペース・ゼロ　2004年）
- 『夢中にさせて』 　（毛皮族　作・演出：江本純子　駅前劇場　2003年）
- 『都々逸イデオロギー』　（発見の会　 作/上杉清文　2003年）
- 『薔薇』（ ハットリ座　 作/森本薫　演出/ハットリ君　2003年）
- 『アリと三郎』　（テヘラン　 作・演出 ユセフ・ロットフィー　2002年）
- 『動物園物語』　（フルーツ 　エポーレ　2002年）
- フルーツ全国ツアー　（フルーツ　2001年）
- 『MARCH』     　（介清ハミング侍 旗揚げ公演　2001年）
- 『薔薇十字団・渋谷組』 　（フルーツ　作/清水邦夫　共演/木村健三　2000年）
- 『マイニュウ・アングラ』　（フルーツムンスター　2000年）
- 『ユートピアン』　（フルーツ　 作/寺園香　2000年）
- 『動物園物語』西日本ツアー 大牟田/福岡/広島/松山/大阪　（フルーツ　2000年）
- 『ペルシャ版金色夜又』ジャズ奏者デビット・マレイ・カルテットの前座上演     （テヘラン　富士市本国寺　2000年）
- 『ダム・ウェイター』 　（フルーツ　作/エドワード・オールビー　演出/木村健三　共演/古川悦　1999年）
- 『ソウル オブ ブロード』 　（アンファンテリブル     　作・演出・共演/前川麻子　1999年）
- 『動物園物語』『ダム・ウェイター』　（フルーツ　1999年）
- 『動物園物語』　（フルーツ　 共演/飯田孝男（発見の会）、木村健三　1999年）
- 『ダム．ウェイター』 　（フルーツ　1999年）
- 『テヘランの雪』 　（フルーツプロデュース公演　作/ユセフ・ロットフィー　1999年）
- 『赤い密』　（くまむし 　1998年）
- 『説教強盗』 　（作/金杉忠男　演出/小林勝也　渋谷ジャンジャン 　1998年）
- 『風雲ピノキオ侍』 　（演芸岬 　作・上杉清文　演出・安田幸信　アールコリンン　1998年）
- 『愛の罰』 　（大人計画 　作・演出/松尾スズキ　グローブ座　1997年）
- 『ずぶぬれの女』 　（大人計画 　作・演出/宮藤官九郎　スズナリ　1997年）
- 『紅い給食』 　（大人計画　作・演出/井口昇　下北沢スズナリ　1996年）
- 『ファンキー』 　（大人計画 　作/演出/松尾スズキ　本多劇場　1996年）
- 『ヒステリー』　（大人計画グループ魂 　作・演出/宮藤官九郎　草月ホール　1996年）
- 『明治嵐が丘』　（発見の会 　 作/上杉清文　中野光座　1995年）
- 『熊沢パンキース』 　（大人計画 　作・演出/宮藤官九郎　下北沢スズナリ　1995年）
- 『自慢☆自慢』　（大人計画     　 作・演出/宮藤官九郎　下北沢駅前劇場　1994年）
- 『吸血チートルズ』　（六本木キャラメル　1992年）
- 『集まれ！プレイメイト』　（ニッコリーナ座長　銅羅魔館　1990年）
- 『清酒白雪姫』 　（ニッコリーゴールド 座長　作/上杉清文　宇宙館　1988年）
- 『狐妻夢判断』『傾城大変記』『二重瞼の母』『関東大老婆』　（ニッコリー座長　作/上杉清文　1987年）
- 『冬の星座』 　（毎日ジャイアンツ前衛無責任演劇     　作/上杉清文　演出/鈴木晋介　1985年）
- 『盆栽小僧』沼田元気パフォーマンス　（ラフォーレ原宿　1984年）
- 『善悪の彼岸過迄』　（高級芸術協会ワンダーランド     　作/上杉清文　演出/巻上公一　シアターアプル　1984年）

他
- 書籍表紙 『劇情コモンセンス』文藝春秋刊